# Eilscheid
Eilscheid  ist eine Ortsgemeinde im Eifelkreis Bitburg-Prüm in Rheinland-Pfalz. Sie gehört der Verbandsgemeinde Arzfeld an.

## Lage und Wirtschaft
Der Ort liegt rund acht Kilometer südwestlich von Prüm unweit der A 60. Die Kreisstraße 122 verbindet Eilscheid mit dem etwa zwei Kilometer westlich gelegenen Merlscheid.
Etwa 62 Prozent der Gemeindefläche werden von fünf Betrieben mit einer Durchschnittsgröße von 34 ha landwirtschaftlich genutzt.

## Geschichte
Bis Ende des 18. Jahrhunderts gehörte der Ort zum Kondominium Pronsfeld, das unter der gemeinsamen Landeshoheit des Kurfürstentums Trier und des Herzogtums Luxemburg stand. Nach der Annexion der Region durch französische Revolutionstruppen wurde Eilscheid 1795 der Mairie Lünebach im Kanton Arzfeld des Arrondissements Bitburg im Departement der Wälder zugewiesen. Aufgrund der Beschlüsse auf dem Wiener Kongress wurde das Gebiet und damit auch Eilscheid 1815 dem Königreich Preußen zugesprochen. Unter der preußischen Verwaltung kam die Gemeinde Eilscheid 1816 zum neu errichteten Kreis Prüm im Regierungsbezirk Trier. Sie gehörte zur  Bürgermeisterei Lünebach und später zum Amt Waxweiler.
Bevölkerungsentwicklung
Die Entwicklung der Einwohnerzahl von Eilscheid, die Werte von 1871 bis 1987 beruhen auf Volkszählungen:
| Jahr | Einwohner |
| ---- | --------- |
| 1815 | 16        |
| 1835 | 29        |
| 1871 | 50        |
| 1905 | 59        |
| 1939 | 60        |
| 1950 | 61        |
| 1961 | 69        |

| Jahr | Einwohner |
| ---- | --------- |
| 1970 | 61        |
| 1987 | 45        |
| 1997 | 39        |
| 2005 | 43        |
| 2011 | 47        |
| 2017 | 45        |
| 2023 | 45        |

Die Bürger der Gemeinde sind zu etwa 80 Prozent römisch-katholischer Konfession (Stand 2013).

## Politik

### Bürgermeister
Lothar Pütz ist seit 2014 Ortsbürgermeister von Eilscheid.
Der Vorgänger von Pütz, Adolf Braun, hatte das Amt von 1974 bis 2014 ausgeübt.

## Sehenswürdigkeiten
Einen hervorragenden Blick auf Eilscheid und die Umgebung bietet der auf 545 m ü. NHN befindliche Aussichtspunkt Gerichtsberg (50° 7′ 42″ N, 6° 23′ 49″ O).
Siehe auch: Liste der Kulturdenkmäler in Eilscheid